# Antrim (New Hampshire)
Pour les articles homonymes, voir Antrim.
Antrim est une municipalité américaine située dans le comté de Hillsborough au New Hampshire. Selon le recensement de 2010, sa population est de 2 637 habitants, dont 1 397 à Antrim CDP.

## Géographie
La municipalité s'étend sur 36,50 milles carrés (94,53 km2), dont 0,83 milles carrés (2,15 km2) d'étendues d'eau.

## Histoire
Antrim devient une municipalité en 1777. Elle doit son nom à Philip Riley, qui possédait ces terres et était originaire du comté d'Antrim en Irlande.